# Tumba das Águias

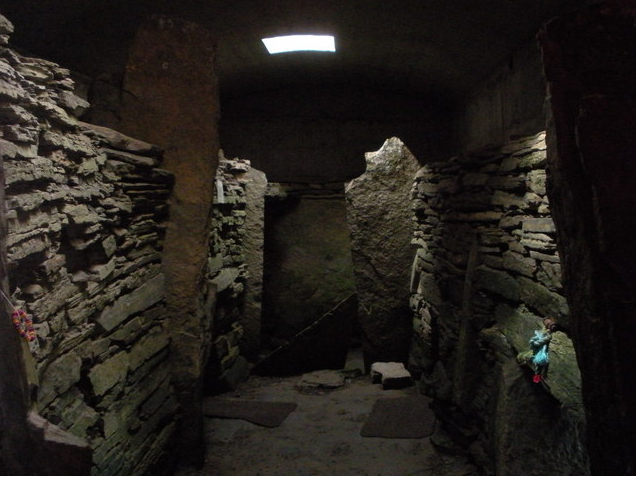
Interior da tumba

Tumba das Águias, também chamada de Câmara de Isbister, é uma câmara mortuária neolítica localizada na beira de um penhasco em Isbister, South Ronaldsay em Orkney, Escócia. Primeiramente explorada por Ronald Simison em 1952, que conduziu as próprias escavações até 1973. Avisado por Simison, o arqueólogo John Hedges então montou um estudo do lugar, elaborando um relatório técnico e escrevendo um livro  que popularizou o nome que deu ao lugar, Tumba das Águias .
16.000 ossos humanos foram encontrados no sítio (cerca de 338 indivíduos), bem como 725 de pássaros. Foram identificados como predominantemente oriundos da espécie de águia marinha de cauda branca (Haliaeetus albicilla) e eram de 8 a 20 animais e despertou interesse pois poderiam ser considerados totens animais. Eram tidos de início como sendo depositados na fundação, mas depois houve contestação a partir de novas técnicas de datação. As águias foram catalogadas como mortas por volta de 2450–2050 AC, 1.000 anos antes da construção da tumba, mas partes foram removidas. Isso tem sido confirmado por provas crescentes encontradas em outros sítios que mostram que as tumbas de Orkney permaneceram em uso por muitas gerações .